# Aopodisma
Aopodisma is een geslacht van rechtvleugeligen uit de familie veldsprinkhanen (Acrididae). De wetenschappelijke naam van dit geslacht is voor het eerst geldig gepubliceerd in 2001 door Tominaga & Uchida.

## Soorten
Het geslacht Aopodisma  is monotypisch en omvat slechts de volgende soort:
- Aopodisma subaptera (Hebard, 1924)